# Phó Chủ tịch Hội đồng quốc phòng và an ninh Việt Nam
Phó Chủ tịch Hội đồng Quốc phòng và An ninh Việt Nam là vị trí lãnh đạo cao thứ 2 của Hội đồng Quốc phòng và An ninh Việt Nam, theo Hiến pháp là lãnh đạo quân sự tối cao của Việt Nam.
Chủ tịch, Phó Chủ tịch, 4 thành viên đều được thông qua bầu cử của Quốc hội. Thủ tướng sẽ là người nắm giữ chức vụ này.
Hội đồng Quốc phòng và An ninh được sử dụng trong chiến tranh và trong thời bình nên chức vụ Phó Chủ tịch Hội đồng sẽ không bị hạn chế quyền lực. Trong trường hợp có chiến tranh, Thủ tướng đồng thời là Phó Tổng Tư lệnh các lực lượng vũ trang nên Hội đồng mới phát huy hết được quyền lực của Hội đồng. Mặc dù Hiến pháp Việt Nam quy định đây là chức danh lãnh đạo quân sự thứ hai của Việt Nam sau Chủ tịch nước.

## Khái quát
Hội đồng Quốc phòng và An ninh được lập ra theo điều 104 Hiến pháp nước Cộng hòa xã hội chủ nghĩa Việt Nam 1992, có nhiệm vụ động viên mọi lực lượng và khả năng của đất nước để bảo vệ Tổ quốc.
Thủ tướng sẽ là người nắm giữ chức vụ này. Chủ tịch đề nghị danh sách thành viên của hội đồng để Quốc hội phê chuẩn. Thành viên của Hội đồng quốc phòng và an ninh không nhất thiết là đại biểu Quốc hội.

## Quyền hạn của Phó Chủ tịch Hội đồng quốc phòng và an ninh
- Kiêm chức vụ Phó thống lĩnh các lực lượng vũ trang;
- Thực hiện theo sự ủy quyền của Chủ tịch Hội đồng.

## Phó Chủ tịch Hội đồng qua các thời kỳ
| Thứ tự | Hình                                     | Họ và tên                            | Nhiệm kỳ                                  | Thời gian tại nhiệm                                                                                   | Chức vụ                                                              | Chính phủ                                                                | Đảng phái              |
| ------ | ---------------------------------------- | ------------------------------------ | ----------------------------------------- | --- | -------------------------------------------------------------------- | ------------------------------------------------------------------------ | ---------------------- |
| 1      |                                          | Phạm Văn Đồng (1906 – 2000)          | 2 tháng 7 năm 1976 – 18 tháng 6 năm 1987  | 10 năm, 351 ngày                                                                                      | - Phó Chủ tịch Hội đồng quốc phòng                                   | - Khóa VI (1976 - 1981) - Khóa VII (1981 - 1987)                         | Đảng Cộng sản Việt Nam |
| 2      |                                          | Phạm Hùng (1912 – 1988)              | 18 tháng 6 năm 1987 – 10 tháng 3 năm 1988 | 266 ngày                                                                                              | - Phó Chủ tịch Hội đồng quốc phòng                                   | - Khóa VIII (1987 - 1992)                                                | Đảng Cộng sản Việt Nam |
| 3      |                                          | Đỗ Mười (1917 – 2018)                | 22 tháng 6 năm 1988 – 9 tháng 8 năm 1991  | 3 năm, 48 ngày                                                                                        | - Phó Chủ tịch Hội đồng quốc phòng                                   | - Khóa VIII (1987 - 1992)                                                | Đảng Cộng sản Việt Nam |
| 4      |                                          | Võ Văn Kiệt (1922 – 2008)            | 11 tháng 3 năm 1988 – 22 tháng 6 năm 1988 | 103 ngày                                                                                              | - Quyền Phó Chủ tịch Hội đồng quốc phòng (sau khi Phạm Hùng qua đời) | - Khóa VIII (1987 - 1992)                                                | Đảng Cộng sản Việt Nam |
| 4      | 9 tháng 8 năm 1991 – 25 tháng 9 năm 1997 | Võ Văn Kiệt (1922 – 2008)            | 6 năm, 47 ngày                            | - Phó Chủ tịch Hội đồng quốc phòng (đến 1992) - Phó Chủ tịch Hội đồng quốc phòng và an ninh (từ 1992) | - Khóa VIII (1987 - 1992) - Khóa IX (1992 - 1997)                    | Đảng Cộng sản Việt Nam                                                   |                        |
| 5      |                                          | Phan Văn Khải (1933 – 2018)          | 25 tháng 09 năm 1997 –24 tháng 6 năm 2006 | 8 năm, 272 ngày                                                                                       | Phó Chủ tịch Hội đồng quốc phòng và an ninh                          | - Khóa X (1997 - 2002) - Khóa XI (2002 - 2006)                           | Đảng Cộng sản Việt Nam |
| 6      |                                          | Nguyễn Tấn Dũng (1949 –)             | 24 tháng 6 năm 2006 – 6 tháng 4 năm 2016  | 9 năm, 287 ngày                                                                                       | Phó Chủ tịch Hội đồng quốc phòng và an ninh                          | - Khóa XI (2006-2007) - Khóa XII (2007 - 2011) - Khóa XIII (2011 - 2016) | Đảng Cộng sản Việt Nam |
| 7      |                                          | Nguyễn Xuân Phúc (1954 –)            | 7 tháng 4 năm 2016 – 5 tháng 4 năm 2021   | 4 năm, 363 ngày                                                                                       | Phó Chủ tịch Hội đồng quốc phòng và an ninh                          | - Khóa XIII (2011 - 2016) - Khóa XIV (2016 - 2021)                       | Đảng Cộng sản Việt Nam |
| 8      |                                          | Trung tướng Phạm Minh Chính (1958 –) | 5 tháng 4 năm 2021 – nay                  | 3 năm, 348 ngày                                                                                       | Phó Chủ tịch Hội đồng quốc phòng và an ninh                          | - Khóa XIV (2016 - 2021) - Khóa XV (2021 - 2026)                         | Đảng Cộng sản Việt Nam |